# Алмогавари
Алмогаварите (от арагонски: Almogabars, на испански: Almogávares; на каталонски: Almogàvers, от арабски: al-Mugavari – „разузнавач“) са вид лека пехота в християнските държави на Пиренейския полуостров по време на Реконкистата, главно през XIII-XIV век. Алмогаварите са леко оборудвани бързо придвижващи се гранични пехотинци, главно от Арагон, Каталония, Валенсия, Кастилия и Португалия. Първоначално са съставени от селяни и овчари от граничните планински области, но по-късно стават професионални наемници, действащи в други части на Средиземноморието - в Италия, Франкократия и Леванта.